# Principia Mathematica
Para el artículo sobre la obra de Isaac Newton que contienen las leyes básicas de la física, véase Philosophiæ naturalis principia mathematica.
Principia mathematica es un conjunto de tres libros con las bases de la matemática escritos por Bertrand Russell y Alfred North Whitehead y publicados entre 1910 y 1913.

## Contenido
Este trabajo constituye un intento de deducir la mayor parte de los conocimientos matemáticos de la época a partir de un conjunto de principios o axiomas. La principal motivación para esta obra provenía del trabajo anterior de Gottlob Frege en lógica que contenía inconsistencias (en particular la paradoja de Russell). Estas eran evitadas en los Principia construyendo una elaborada teoría de tipos.
Los Principia contenían teoría de conjuntos, números cardinales, números ordinales y números reales. Aunque no estaban incluidos otros teoremas más profundos del análisis de números reales, parecía que efectivamente todas las matemáticas podían ser derivadas adoptando el mismo formalismo.
Quedaba todavía saber si se podían encontrar contradicciones derivadas de los axiomas en los que se basaban los Principia y si, por lo tanto, existían afirmaciones matemáticas que no podían ser probadas o demostradas falsas en este sistema. Esta cuestión fue resuelta por Kurt Gödel en 1931. El teorema de incompletitud de Gödel establece que incluso la aritmética básica no puede demostrar su propia consistencia, de modo que es imposible demostrar la consistencia de ningún sistema matemático.